# Ermita de Guía (Jerez de la Frontera)
La popularmente conocida como ermita de Guía es una edificación religiosa situada dentro del actual casco urbano de Jerez de la Frontera, en la provincia de Cádiz (Andalucía, España). Su nombre real es Ermita de San Isidro Labrador y Nuestra Señora de la Alcubilla

## Historia
Construida por iniciativa municipal en 1675, sobre el emplazamiento de un eremitorio del que se tienen noticias desde el siglo VIII. En origen esta ermita se encontraba extramuros, junto a un aljibe conocido como La Alcubilla, considerado como la primera conducción de agua que se realizó a la ciudad.

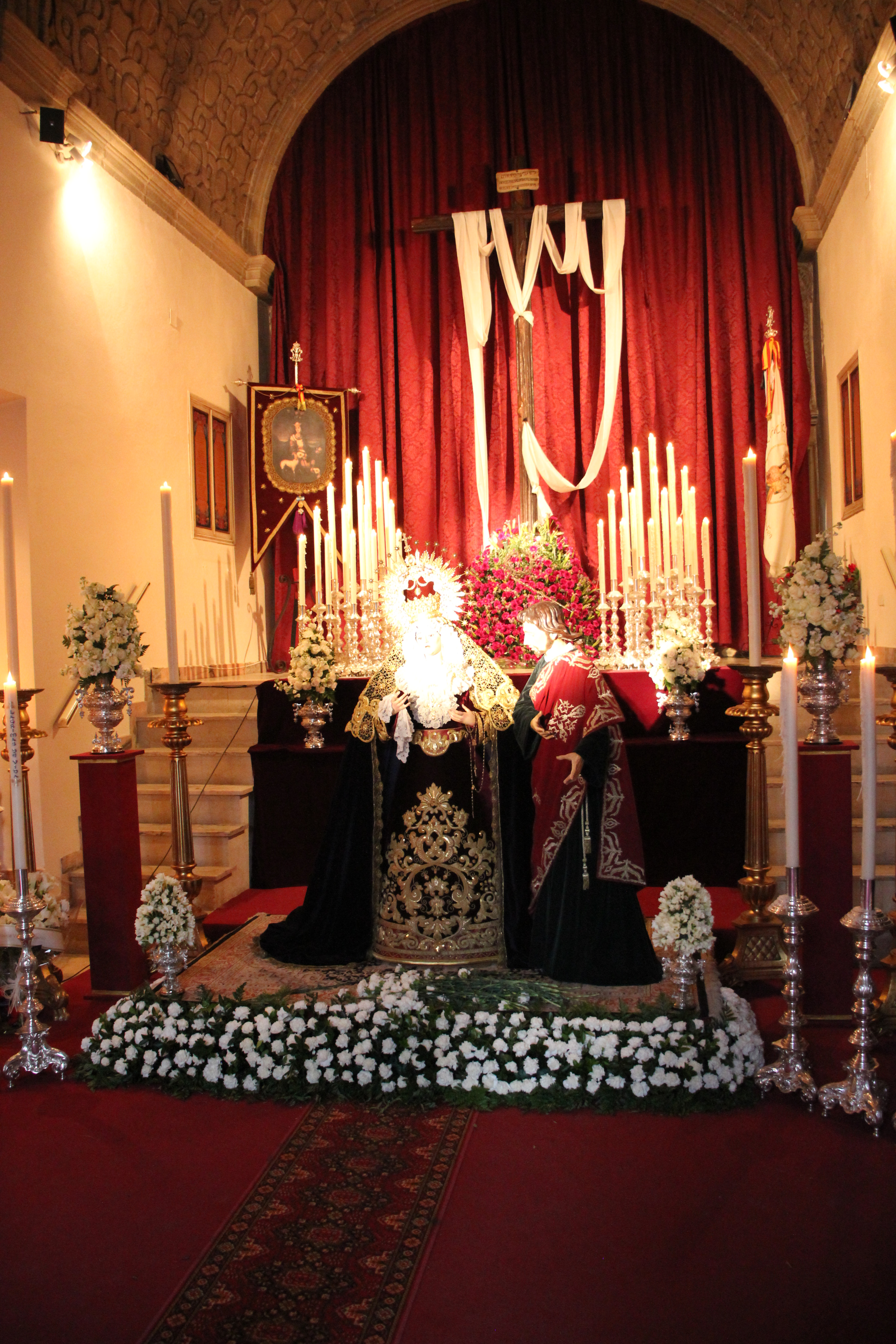
Interior

Nótese que el emplazamiento del templo actual no coincide exactamente con el de la original Ermita de Guía (que se encontraba en las inmediaciones de la muralla nueva, conocida como "Puerta de Rota").

## Descripción

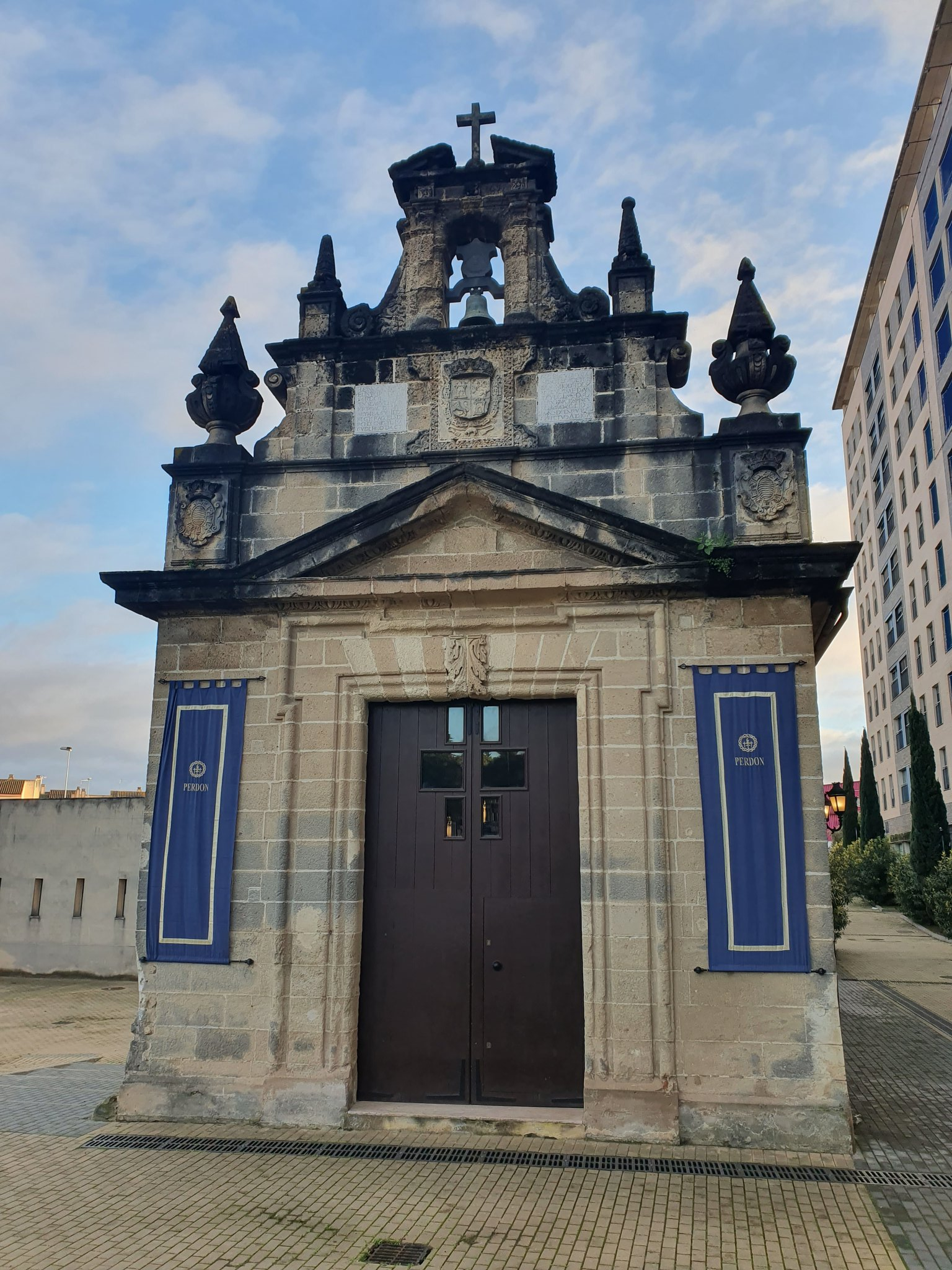
Es la fachada de la Ermita de Guía de Jerez

La portada de la ermita es de gran sencillez, tan sólo perfilada por un doble baquetón con orejetas y frontón triangular, flanqueado por jarrones a ambos lados en cuya base se sitúan los escudos de la ciudad. En la parte superior se ubica la espadaña, a la que da altura un basamento rectangular con el escudo de Carlos II, flanqueado por lápidas conmemorativas de la finalización de la ermita en 1675.

## Ubicación
El templo se encontraba a las afueras de las murallas de Jerez, en el cruce de caminos entre Sanlúcar de Barrameda, Rota, Cádiz y la propia entrada sur de Jerez, de ahí a que popularmente se le conozca como Ermita de Guía.

## Conservación

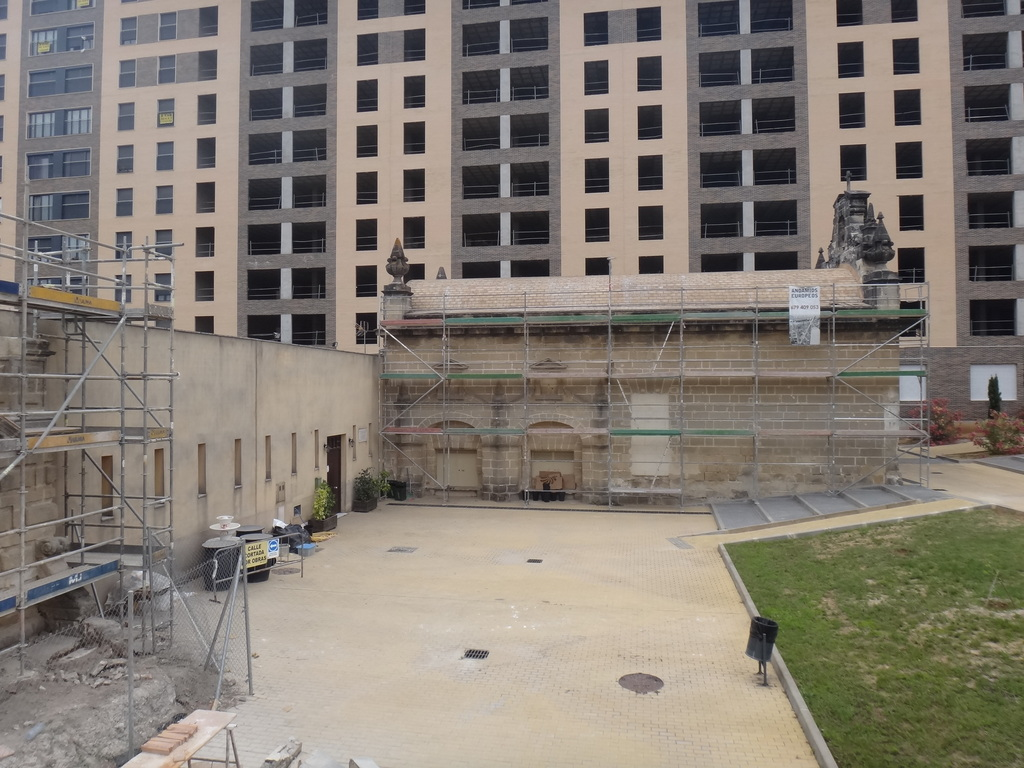
Obras de conservación

El entorno de esta ermita ha permanecido casi inalterado desde hace cuatro siglos, al tiempo que la conservación del edificio es llevada a cargo por la Hermandad del Perdón.
Situada al lado de la fuente popularmente conocida como Fuente de la Alcubilla que en antaño traía agua de Los Albarizones por unos túneles de origen desconocido. Está fuente se conserva actualmente, en el contexto de un parque público. También hay constancia en dibujos de la época de que existía un puente que permitía llegar hasta la ermita desde el arroyo de Curtidores, junto a la Puerta Nueva del Arroyo
Sin embargo su entorno inmediato ha sido destruido por la presión urbanística, lo cual movilizó al pueblo de Jerez a la solicitud del inicio de expediente de declaración BIC (Bien de Interés Cultural). Los trabajos arqueológicos previos llevados a cabo en el solar, descubrieron restos de valor histórico incluyendo la calzada a Rota y un pequeño paso elevado sobre el arroyo de Curtidores, todo fue destruido para la construcción de un edificio de viviendas. Debido a ello el templo está incluido en la lista roja de Hispania Nostra.